# Der Eisenofen

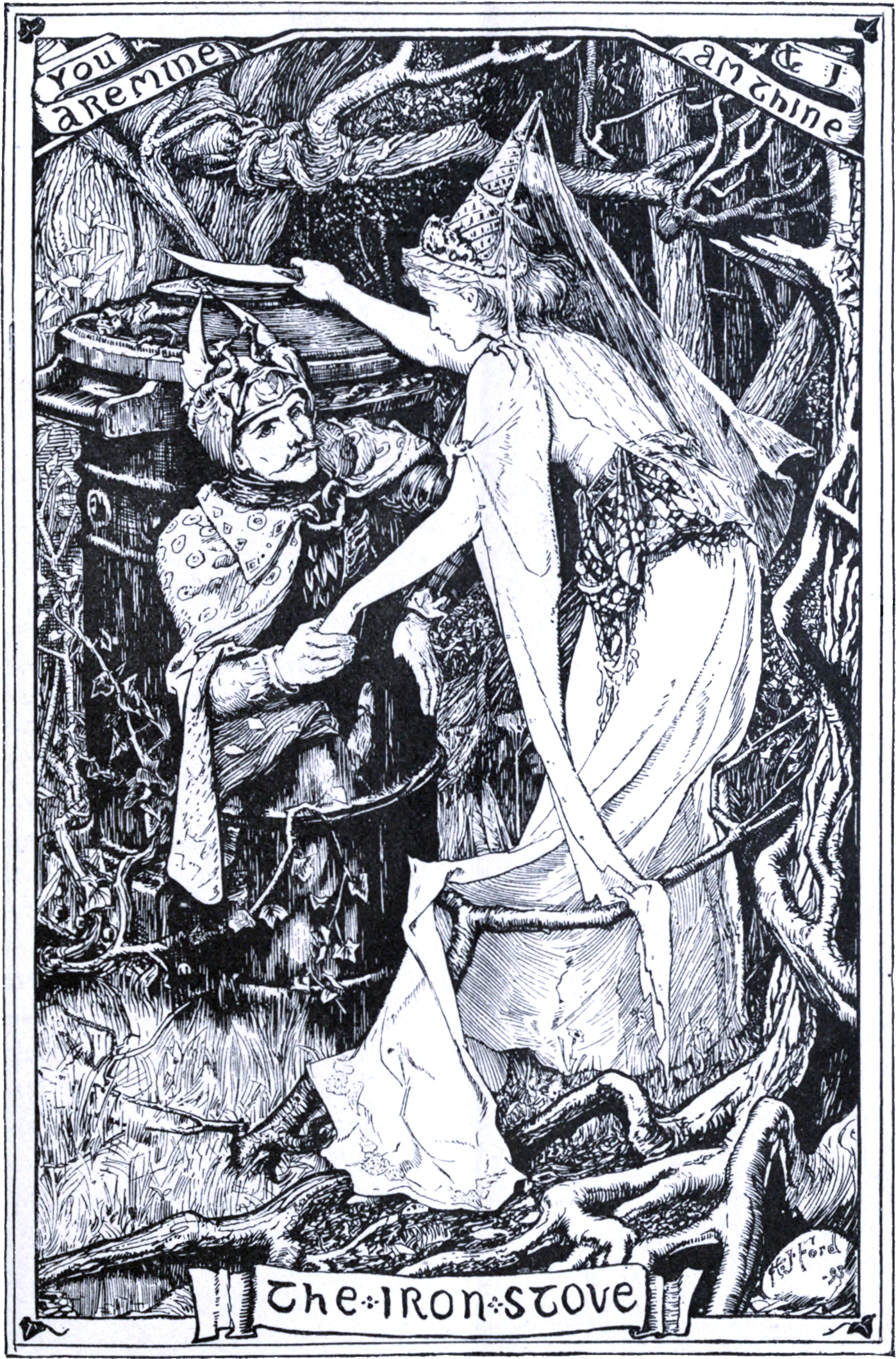
Illustration von Henry Justice Ford, 1894

Der Eisenofen ist ein Märchen (ATU 425, 425A). Es steht in den Kinder- und Hausmärchen der Brüder Grimm an Stelle 127 (KHM 127). Bis zur 2. Auflage schrieb sich der Titel Der Eisen-Ofen.

## Inhalt

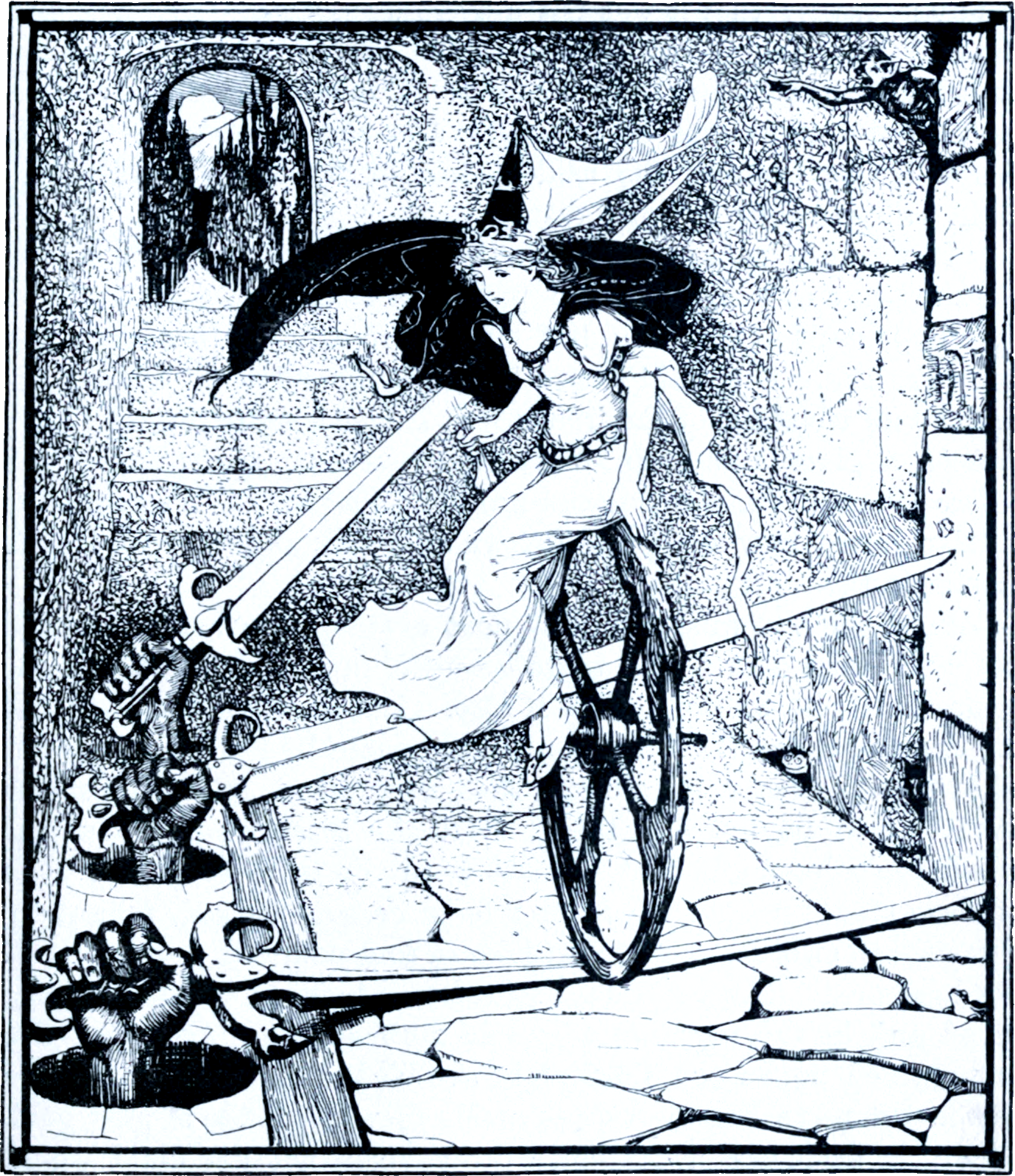
Illustration von Henry Justice Ford, 1894

Ein Königssohn wird von einer alten Hexe verwünscht, im Wald in einem Eisenofen zu sitzen. Nach vielen Jahren kommt eine Königstochter vorbei, die sich verirrt hat. Er schickt ihr jemanden mit, der sie schweigend nach Hause führt. Dafür soll sie mit einem Messer wiederkommen, ihn befreien und heiraten. Stattdessen schicken sie und ihr Vater die schöne Müllerstochter, dann die noch schönere Schweinehirtentochter hin. Beide schaben 24 Stunden erfolglos und verraten sich dann. Unter Drohung muss die Prinzessin doch selbst kommen und ihn befreien. Er gefällt ihr, doch sie bittet sich aus, nochmal zu ihrem Vater zu dürfen, was er ihr gewährt, wenn sie nur drei Worte spräche. Weil sie aber mehr spricht, wird der Eisenofen weggerückt. Auf ihrer Suche kommt sie zu einem alten Häuschen mit kleinen dicken Kröten. Die alte Kröte gibt ihr drei Nadeln, drei Nüsse und ein Pflugrad. Damit überwindet sie einen gläsernen Berg, drei schneidende Schwerter und reißendes Wasser und lässt sich im Schloss des Prinzen als Magd anstellen. Sie erhandelt sich von seiner neuen Braut dreimal die Erlaubnis, in seiner Kammer zu schlafen im Tausch gegen die schönen Kleider aus den drei Nüssen. Zweimal erfährt er nur von den Dienern von ihrem nächtlichen Jammern, so dass er beim dritten Mal den Schlaftrunk nicht nimmt und mit ihr flieht. Das Haus mit den Kröten ist zu einem Schloss mit Kindern geworden. Sie heiraten und nehmen auch den einsamen Vater zu sich.

## Stil
Das Märchen enthält, verglichen mit anderen aus Grimms Sammlung, viele bedeutungsschwangere wörtliche Reden. Der Prinz im Eisenofen fragt das Mädchen „Wo kommst du her, und wo willst du hin?“ (vgl. KHM 9). Als er sagt „Mich deucht, es ist Tag draußen“ verraten sich Müllers- und Schweinehirtentochter „Das deucht mich auch, ich meine, ich höre meines Vaters Mühle rappeln“ und „ich höre meines Vaters Hörnchen tüten“, worauf er droht, es „sollte im ganzen Reich alles zerfallen“ wenn die rechte nicht käme. Zu ihr sagt er „Du bist mein und ich bin dein, du bist meine Braut und hast mich erlöst“ (vgl. KHM 67, 94). Sie erschrickt erst vor seinem Heiratsantrag, „Lieber Gott, was soll ich mit dem Eisenofen anfangen!“, dann vor den Kröten, „Ach, wo kommst du hier hin!“. Die Kröten, die sie wie den Eisenofen nach neun Tagen findet, wiederholen seine Eingangsfrage: „Wo kommt Ihr her? Wo wollt Ihr hin?“.
Die Krötenszene in der Mitte und der Schluss mit dem prächtigen Schloss sind durch gereimte Gedichte hervorgehoben. Die Kröte (hier „Itsche“ genannt) ruft: „Jungfer grün und klein, Hutzelbein, Hutzelbeins Hündchen, hutzel hin und her, laß geschwind sehen wer draußen wär“ und „Jungfer grün und klein, Hutzelbein, Hutzelbeins Hündchen, hutzel hin und her, bring mir die große Schachtel her“ (wie in Die drei Federn). Die vielen Alliterationen klingen in Verbindung mit dem Inhalt der Anweisung hastig. In dem deplatzierten Schlussreim wird der Unernst noch deutlicher: „Da kam eine Maus, das Märchen war aus“ (wie in Hänsel und Gretel, Hans mein Igel).
Die kurze, episodenhaft strukturierte Geschichte mit ihrer Fülle an magischen Gegenständen ist ein typisches Suchmärchen: Die Heldin findet ihren Bräutigam, verliert ihn durch eigenen Fehler und gewinnt ihn wieder (vgl. Das singende springende Löweneckerchen). Es findet auch eine magische Flucht über das Wasser, die Schwerter und den Glasberg statt. Dagegen ist die Tendenz zur Schwarzweißmalerei in Gut und Böse relativ wenig ausgeprägt.

## Herkunft

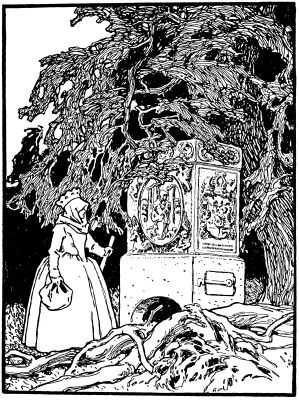
Illustration von Otto Ubbelohde, 1909

Der Text steht in Grimms Märchen ab der 1. Auflage des zweiten Bandes von 1815 (da Nr. 41) an Stelle 127. Die Brüder Grimm hörten es 1813 von Dorothea Viehmann.
In ihrer Anmerkung vergleichen sie diese Erzählung („aus Zwehrn“) mit einer abweichenden „aus Kassel“ und einer „aus den Maingegenden“, die sie in der 1. Auflage des ersten Bandes von 1812 als Prinz Schwan bzw. Hurleburlebutz veröffentlichten. In ersterer begegnet das Mädchen statt den Kröten nacheinander drei alten Frauen namens Sonne, Mond und Stern, die es vor ihren menschenfressenden Männern verstecken und ihm ein goldenes Spinnrädchen, Spindel und Haspel geben, wofür es sich dann drei Nächte mit ihrem Mann auf dem Glasberg erkauft. Grimms vergleichen hier u. a. Das singende springende Löweneckerchen und De beiden Künigeskinner. In der anderen verspricht der König seine Tochter einem weißen Männchen, damit es ihm den Weg aus dem Wald zeigt. Das erscheint nach acht Tagen als Fuchs. Nachdem ihm der König erst zwei andere unterschieben will, erlöst ihn die rechte, indem sie einer von drei Tauben den Kopf abschlägt. Sie nennen noch Müllenhoff Nr. 2, Colshorn Nr. 20, Pröhles Märchen für die Jugend Nr. 4 und andere, Wuk „S. 227“.
In dem heißen, dunklen Eisenofen sehen sie die Hölle oder Unterwelt. So stellen sie auch eine Verbindung zu Die Gänsemagd her. Sie klagt einem Eisenofen, was niemand hören darf, ein Brauch, der auch mit Steinen oder Erdlöchern existierte.

## Interpretation

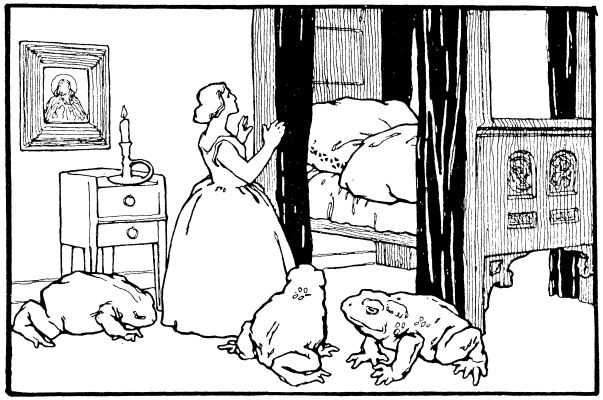
Illustration von Otto Ubbelohde, 1909

Beim Eisenofen denkt man zwar an einen Heizofen. Realistischer ist im Wald ein verlassener Schmelzofen zum Erzabbau. Grimms Anmerkung zu dem Märchen deutet ihn als Zugang zur Unterwelt. Eisen kannte man zuerst durch Meteoritengestein vom Himmel, später wurde Eisenerz auch in Öfen geschmolzen. Es ist daher in alter Vorstellung himmlischen Ursprungs (s. Die Sterntaler). Einerseits todbringend (Messer, Schwert) hatte es auch Kräfte zur Abwehr des Bösen. Neben dieser männlichen Symbolik steht der Ofen psychoanalytisch für den Mutterleib. Der Prinz, durch den Fluch einer Hexe dort eingesperrt, übersteht so viele Jahre.
Die Königstochter erschrickt vor dem harten, heißen Eisenofen, aber auch vor den weichen, glitschigen Kröten. Die Entscheidung wird durch ihre starke Vaterbindung erschwert, was in den gemeinsamen Vereitelungsversuchen der Heirat (und stellvertretend auch in der Rede der untergeschobenen Bräute) zum Ausdruck kommt. In dem Satz „Ach, wo kommst du hier hin!“ verrät sich die Bedeutung der alten „Jungfer grün und klein“ als erschreckendes Bild der eigenen Zukunft. Ihre Gaben stellen aber auch die Ressource ihrer neuentwickelten Entschlossenheit dar. Walnüsse haben Falten („Hutzeln“), wie eine Kröte oder alte Frau („Hutzelbein“). Aufgrund ihres analogen Aufbaus zum weiblichen Genitale sind die Nüsse ein Symbol der erwachsenen Frau (vgl. KHM 65, 88, 113).
Das einsame Haus im Wald, das die Prinzessin nach dem Eisenofen anstelle des späteren Schlosses findet, erscheint in sehr vielen Grimm-Märchen als Hexenort, aber auch Zugang zur Erlösung (z. B. Hänsel und Gretel, Jorinde und Joringel, Das Waldhaus). Sie sagt „Ach, da wär ich wohl erlöst“. Den Satz der Kröten „Wo kommst du her und wo willst du hin“ sagt Benjamin zu seiner Schwester in Die zwölf Brüder, als sie ihn in dem Haus im Wald findet.
Auch die Kröte hat eine ambivalente Bedeutung. Sie wurde mit der weiblichen Gebärmutter verglichen. Man nahm an, dass sie sich im Körper bewegen und so Leiden an verschiedenen Stellen hervorrufen könnte. In ihrer Haut hat sie Gift. Wie die Schlange ist sie Schatzhüterin und Hexentier. Sie treten gemeinsam auf (Die drei Männlein im Walde, Die weiße und die schwarze Braut). Zu Pfingsten wurden Kröten mit Messern abgestochen, wie hier der Eisenofen (vgl. Die sieben Raben: Abschneiden eines Fingers mit dem Messer, um den Glasberg zu öffnen).
In einen Glasberg ist in Erzählungen meist der Mann eingeschlossen, wo ihn die Frau befreien muss (Die sieben Raben). Zusammen mit den Eisenschwertern wiederholt sich so erneut die Symbolik des Eisenofens. In dem sehr ähnlichen Grimm-Märchen Die Rabe muss der Prinz einen Glasberg erklimmen, auf den die Braut durch seinen dreimaligen Fehler versetzt wurde.
Für Hedwig von Beit ist das Märchen eine ungewöhnlich vollständige Darstellung der Erlösung aus dem alchemischen Ofen. Die Prinzessin ahnt die im Unbewussten verborgene Macht, ihr Teufelspakt zeigt ihr den Weg, die Entrückung zu überwinden, die der König als herrschendes Bewusstsein verursacht. Die amphibische Mutternatur löst das trennende durch entgegengesetzte Symbole auf. Sie ist der erdhaft-stoffliche Weg zum chthonisch-geistigen.
Heinz-Peter Röhr diagnostiziert eine Narzisstische Persönlichkeitsstörung, für die der harte, Distanz haltende Eisenofen ein gutes Bild ist. Jobst Finke versteht die Handlung als Überwindung von Trennungsängsten und Gewinn von Autonomie. Edith Helene Dörre vergleicht Der Eisenhans und Der Eisenofen mit der Heilkraft des Aquamarin.

## Vergleiche
Vgl. in Giambattista Basiles Pentameron III,3 Viso, V,3 Pinto Smauto. Vgl. später Vom Knaben, der das Hexen lernen wollte in Ludwig Bechsteins Neues deutsches Märchenbuch, zum Schlussvers Der Vogel Phönix, Odenwälder Lügenmärchen in Johann Wilhelm Wolfs Deutsche Hausmärchen.
Der kleine alte rostige Kochherd im Wald ist eine volkstümliche amerikanische Erzählung, gesammelt von der Folkloristin Marie Campbell. In der Geschichte verirrt sich eine Königstochter im Wald und hört eine Stimme aus einem alten, rostigen Kochherd. Die Stimme gehört einem Prinzen, der ihre Hilfe benötigt, um aus dem Herd befreit zu werden. Im Gegenzug bietet er an, ihr zu helfen, falls sie ihn heiratet. Die Königstochter stimmt zu und kehrt zu ihrem Vater zurück. Sie erzählt ihm von der Situation, doch er lehnt es ab, sie zurück zum Herd zu schicken. Stattdessen schickt er eine Müllerstochter und eine Fischerstochter, doch beide kehren zurück, ohne den Prinzen befreit zu haben. Die Königstochter befreit ihn schließlich selbst. Bei ihrer Rückkehr zum Schloss spricht sie jedoch mehr als drei Worte und der Prinz verschwindet. Sie sucht ihn und findet eine Hütte im Wald, in der Kröten leben. Diese schenken ihr zwei Nadeln und ein Pflugrad, um einen Glasberg zu erklimmen, und drei Nüsse. Auf dem Glasberg stellt sie sich in einem Schloss als Köchin ein. Dort entdeckt sie, dass der „Ofenprinz“ lebt und bald eine andere Frau heiraten wird. Mithilfe der Nüsse, die sich in Kleider verwandeln, besticht sie die zukünftige Braut, um drei Nächte mit dem Prinzen zu verbringen.

## Zeichentrickserie
- Gurimu Meisaku Gekijō, japanische Zeichentrickserie 1987, Folge 39: Der Eisenofen.